# Liophis epinephelus
Liophis epinephelus là một loài rắn trong họ Rắn nước. Loài này được Cope mô tả khoa học đầu tiên năm 1862.

## Phân loài
- Liophis epinephelus albiventris Jan, 1863
- Liophis epinephelus bimaculatus Cope, 1899
- Liophis epinephelus epinephelus Cope, 1862
- Liophis epinephelus fraseri Boulenger, 1894
- Liophis epinephelus juvenalis (Dunn, 1937)
- Liophis epinephelus opisthotaenius Boulenger, 1908
- Liophis epinephelus pseudocobella Peracca, 1914